# KUVE
KUVE, nombre artístico de María de los Ángeles Frutos Máiquez, es una cantante, compositora y productora musical española.

## Carrera
En 2013 lanza su primer LP Regresión bajo la producción de Raúl de Lara (Second, Varry Brava y Nunatak).
En noviembre de 2016 graba su segundo disco KUVE 3.0 con nueva formación y nuevos sonidos. El nuevo LP está producido por RamsyMartí en Estudios Reno, Drax y El Invernadero (Madrid), y fue autoeditado gracias al apoyo de sus seguidores mediante crowdfunding. Con este nuevo disco KUVE inicia la Gira 3.0 recorriendo gran parte de la geografía española, tanto en salas como festivales.
En marzo de 2019 sale a la luz Castillos de fuego, que le valió la nominación a Mejor álbum junto a Viva Suecia y Funambulista en los Premios de la Música Región de Murcia. En este nuevo álbum repite con Raúl de Lara a la producción e incluye a Jorge Guirao (Second) como parte del equipo de composición y arreglos. Este mismo año, KUVE forma parte del programa Un país para escucharlo presentado por Ariel Rot con Carlos Tarque como anfitrión. En agosto de 2019, canta Aire de Mecano junto a Nacho Cano en una actuación televisada en el festival Sonorama Ribera. La gira El mundo es tuyo llevó a KUVE a festivales de música como Sonorama Ribera, Festival Interestelar, Granada Sound, Montgorock Festival, Capital Fest, Festival de los Sentidos, Casa Corona, Cooltural Fest, Más Músicas y distintas salas de España.
El 31 de diciembre de 2020, KUVE cantó junto a Nacho Cano en la Puerta del Sol de Madrid. Interpretaron Un año más de Mecano en homenaje a los fallecidos por la pandemia de Covid-19 y a todos los profesionales esenciales. La actuación fue televisada por algunas de las principales cadenas justo antes de las tradicionales campanadas de fin de año.y el 31 de diciembre de 2022 vuelve a cantar sobre el escenario del musical Malinche de Nacho Cano, esta vez para dar la bienvenida al año nuevo con conexión en directo desde Telemadrid.
En octubre de 2023 lanza su cuarto álbum NO DRAMA, autoeditado y producido por ella misma, Mario Vigara y Antonio Poza (Queen M). Un disco que se hace eco en revistas como Shangay, Mondosonoro o EfeEme y del cual se lanzaron cinco singles previos al lanzamiento: "Queen M", "Xena", "Fluye", "Cari cari" y "Lo que me dé la gana".
El 12 de noviembre de 2024 es anunciada como una de las 16 participantes del Benidorm Fest 2025, evento anual que se realiza para elegir al próximo representante de España en el Festival de Eurovisión 2025. El tema que defendió, «LOCA XTI», está compuesto por ella misma y Juan Sueiro. La canción se publicó el 18 de diciembre de 2024.
Tras ganar la primera Semifinal del Benidorm fest, el 28 de enero de 2025, pasó a la final del 1 de febrero. KUVE quedó sexta, por delante de Lucas Bun y Mawot.

## Discografía
- Regresión (2013)
- Kuve 3.0 (2016)
- Castillos de fuego (2019)
- NO DRAMA (2023)

## Videografía

### DeRegresión
- Nadie te dijo (2013)
- Singapur (2013)
- Siluetas de Invierno (2013)

### DeKUVE 3.0
- El pacto (2016)
- En la cumbre (2016)
- 3.0 (2017)
- Cometas, playas desiertas (2018)

### DeCastillos de fuego
- El mundo es tuyo (2019)
- Bailar en la tormenta (2019)

### DeNO DRAMA
- Queen M (2023)
- Xena (2023)
- Lo que me dé la gana (2023)